# Siple Coast
Siple Coast är en strand i Antarktis. Den ligger i Västantarktis. Nya Zeeland gör anspråk på området.